# Mykoła Kasztanow
Mykoła Semenowycz Kasztanow (ukr. Микола Семенович Каштанов, ros. Николай Семёнович Каштанов, Nikołaj Siemionowicz Kasztanow; ur. 1938 w ZSRR) – ukraiński piłkarz, grający na pozycji napastnika.

## Kariera piłkarska

### Kariera klubowa
W 1980 rozpoczął karierę piłkarską w Metałurhu Zaporoże, skąd w następnym roku przeszedł do Dynama Kijów. W tym czasie w kijowskim zespole grała duża grupa znanych napastników - Wiktor Serebrianikow, Walery Łobanowski, Jożef Sabo, Ołeh Bazyłewycz, Wiktor Kanewski i Andrij Biba, dlatego po sezonie przeniósł się do Awanharda Charków. W 1963 został piłkarzem CSKA Moskwa, w którym występował trzy sezony. Karierę piłkarską zakończył w charkowskim klubie, który zmienił nazwę na Metalist Charków.

## Sukcesy i odznaczenia

### Sukcesy klubowe
- mistrz ZSRR: 1961
- brązowy medalista Mistrzostw ZSRR: 1964, 1965

### Odznaczenia
- nagrodzony tytułem Mistrza Sportu ZSRR: 1960